# Lágrima artificial

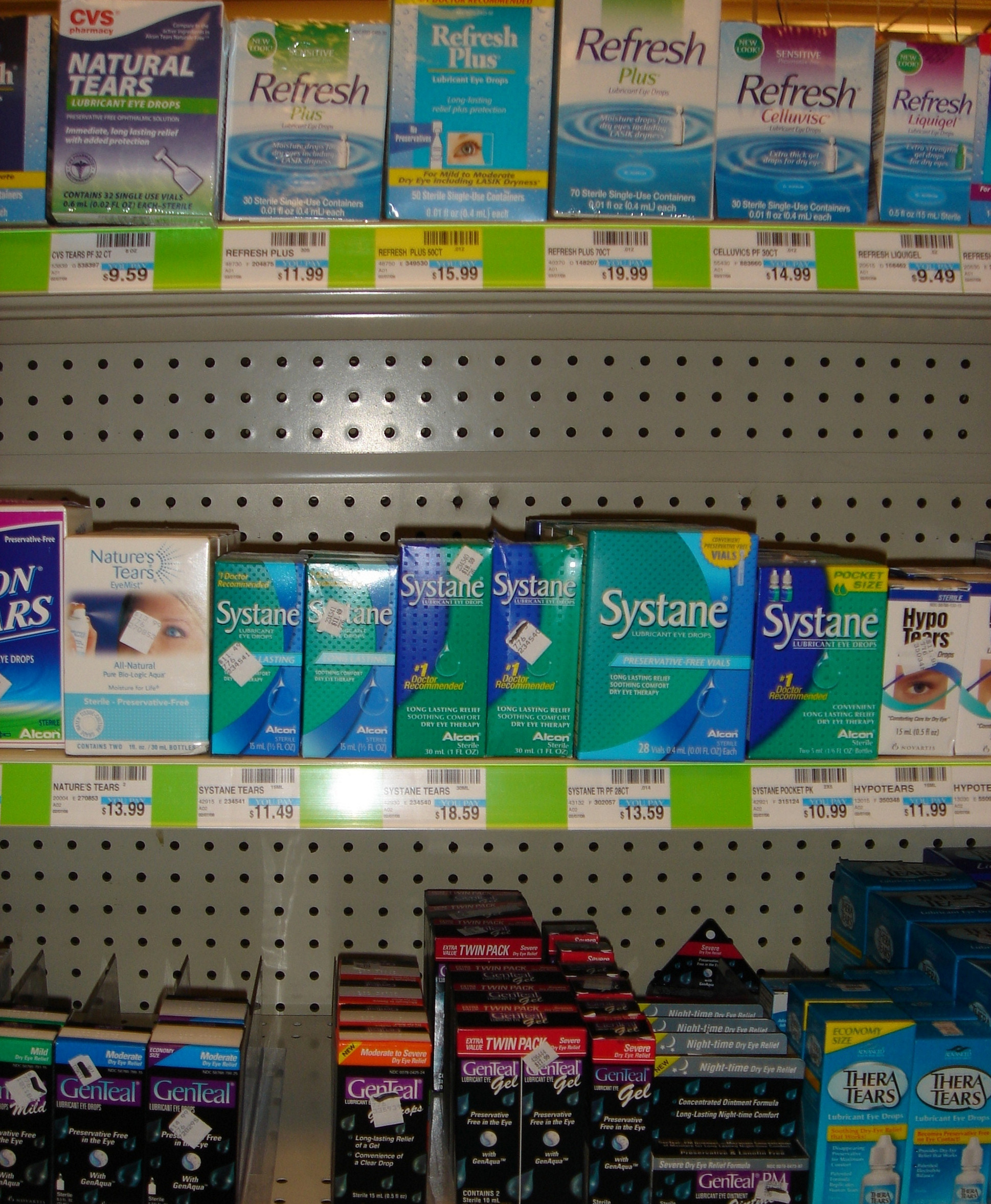
Exemplos de marcas de colírios desse tipo

Lágrimas artificiais são colírios lubrificantes utilizados para tratar secura e irritação dos olhos associadas com um produção deficiente de lágrimas na ceratoconjuntivite sicca (olhos secos). Também são usadas para umedecer lentes de contato. Também podem ser usadas em diversas situações, como em pós-operatório de cirurgias oculares, e como coadjuvantes no tratamento de alergias, inflamações, lesões abrasivas e queimaduras oculares.